# Плайн
Плайн (нем. Plein) — община в Германии, в земле Рейнланд-Пфальц. 
Входит в состав района Бернкастель-Витлих. Подчиняется управлению Виттлих-Ланд.  Население составляет 673 человека (на 31 декабря 2010 года). Занимает площадь 7,22 км².